# Jacques de Lalaing (artist plastic)

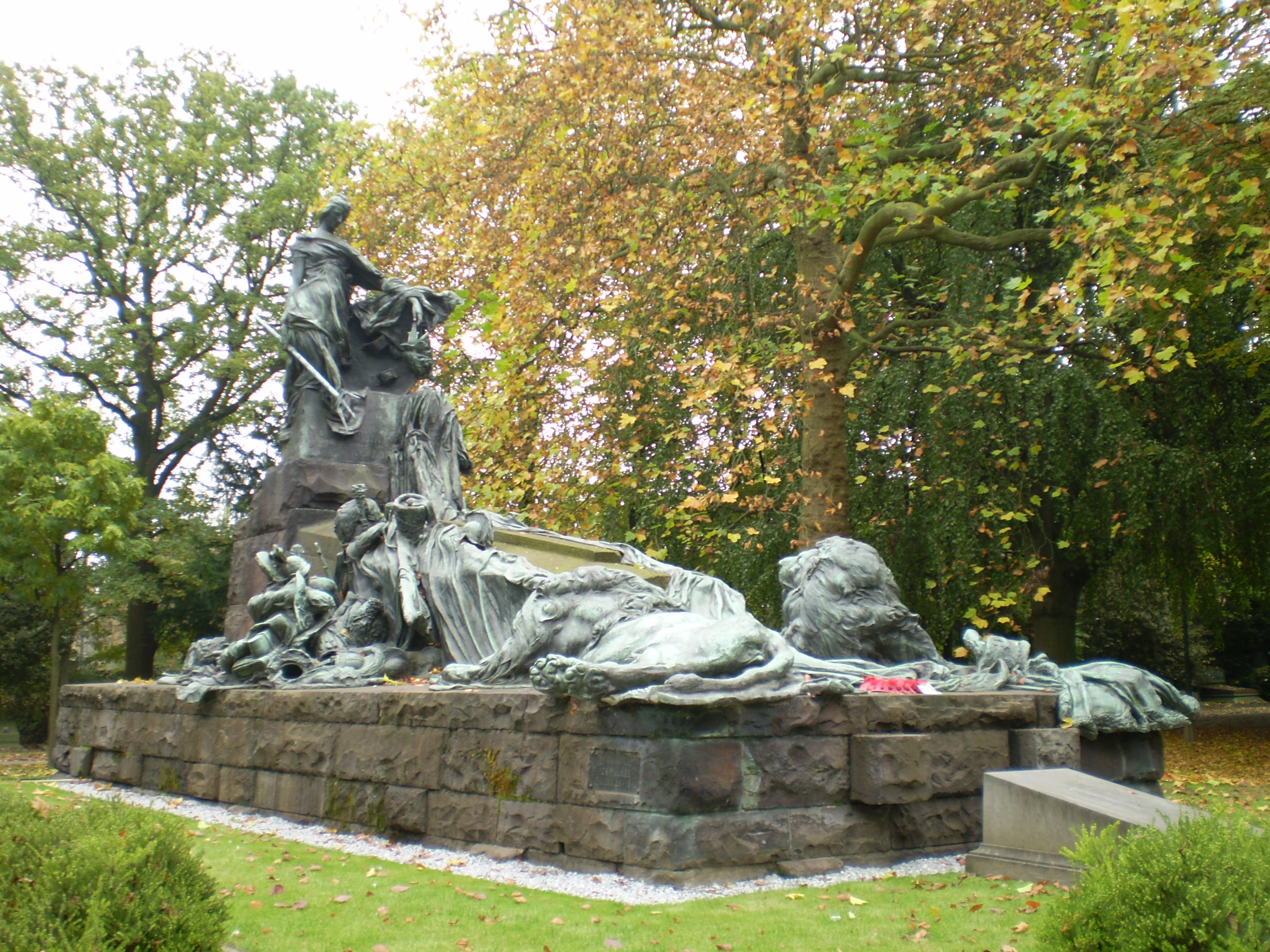
Memorialul Waterloo, Cimitirul din Bruxelles

Jacques de Lalaing (n. 4 noiembrie 1858, Londra, Regatul Unit al Marii Britanii și Irlandei – d. 10 octombrie 1917, Brussel, Comunitatea Francofonă din Belgia⁠(d), Belgia) a fost un artist plastic (pictor și sculptor) anglo-belgian, specializat în imagini realiste și naturaliste ca portretist și în forme sculpturale de animale ca sculptor animalier.

## Biografie
Jacques s-a născut la Londra într-una din cele mai nobile familii ale Belgiei. Jacques a fost fiul contelui Maximilien al IV-lea de Lalaing (1811-1881). Fratele său, Charles Maximilien de Lalaing (1857-1919), a fost un diplomat important.
Lalaing a crescut în Anglia până în 1875, când s-a mutat la Bruxelles, unde s-a pregătit ca artist plastic ca elev al lui Jean-François Portaels și Louis Gallait la Academia regală de arte frumoase din Bruxelles, expunând lucrările sale cu grupul artistic L'Essor.
Datorită încurajărilor lui Thomas Vinçotte și Jef Lambeaux, Lalaing a început să sculpteze în 1884. Ca pictor a continuat să lucreze într-o manieră realistă și naturalistă ca portretist, producând de asemenea și scene istorice. Ca sculptor a produs statui alegorice în bronz și artă memorialistică. Alături de sculptorii specializați în reproduceri de animale, Léon Mignon (1847–1898) și Antoine-Félix Bouré (1831–1883), Lalaing a consolidat o tradiție belgiană în arta animalieră, la care a contribuit sistematic Grădina zoologică din Antwerpen, ca loc de inspirație artistică.
În 1896 Lalaing a devenit membru al Academiei regale unde studiase, iar între 1904 și 1913 a fost directorul acesteia. Operele sale se găsesc în colecțiile muzeelor din Antwerpen, Bruges, Bruxelles, Gent și Tournai.

## Opere (selecție)

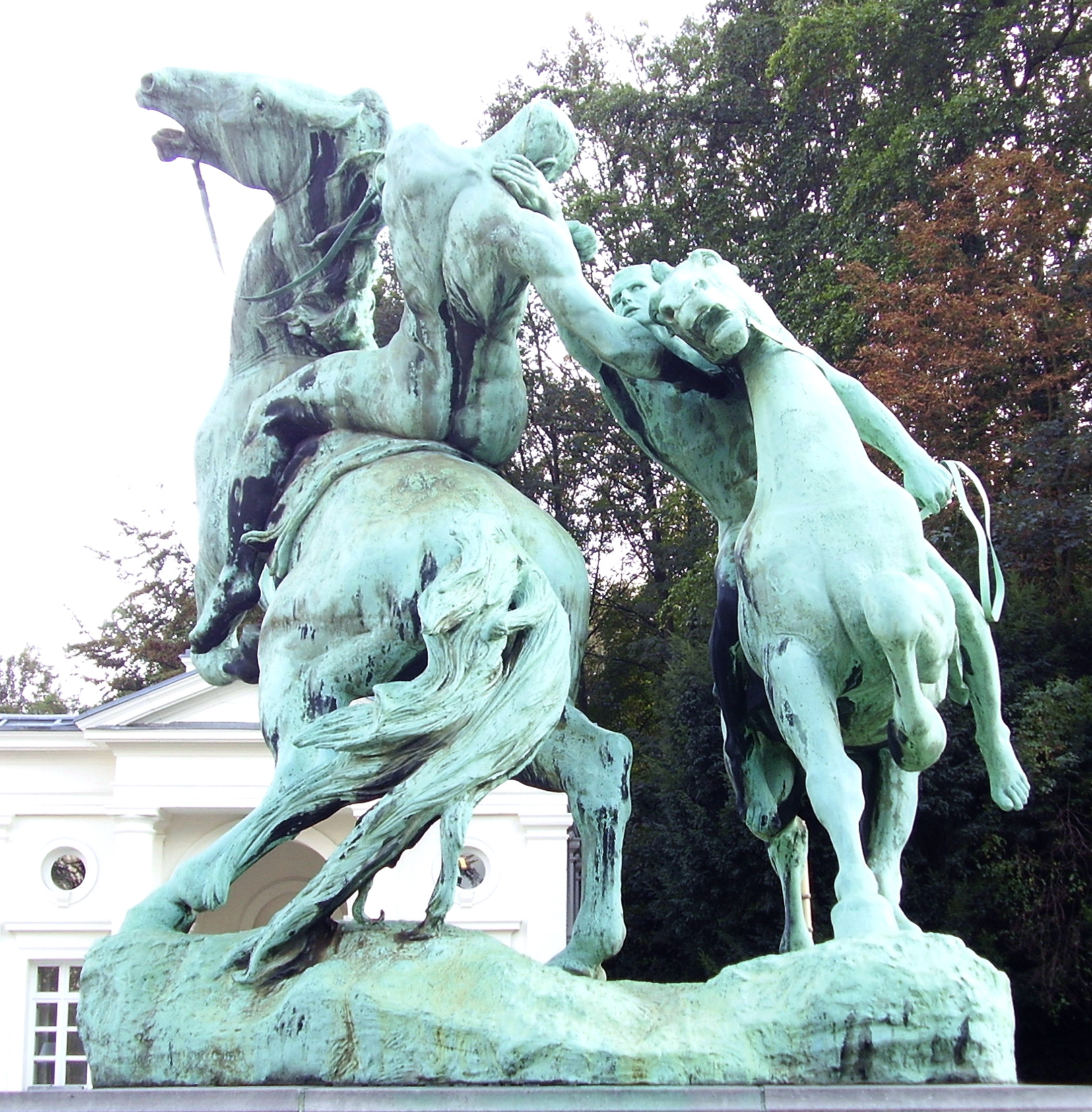
Grupul statuar al călăreților luptând - bronz, Bois de la Cambre, Bruxelles

- Statuia ecvestră a lui Leopold I al Belgiei din Ostende
- Grupul statuar al călăreților luptând, aflat la intrarea a Bois de la Cambre, Bruxelles
- Memorialul soldaților britanici decedați în Bătălia de la Waterloo, aflat în Cimitirul orașului Bruxelles, 1890
- Un pilon de bronz de 22 de metri, aflat la colțul străzii Deschanel cu Louis-Bertrand Avenue din Schaerbeek, original realizat pentru expoziția din Gent, din 1913
- Grup de trei statu de bronz reprezentând Cele trei vârste ale omului, Square Ambiorix, Bruxelles
- Decorațiuni interioare la Hotel de Ville din Saint-Gilles, incluzând figurile alegorice Educația și Justiția

## Galerie de lucrări

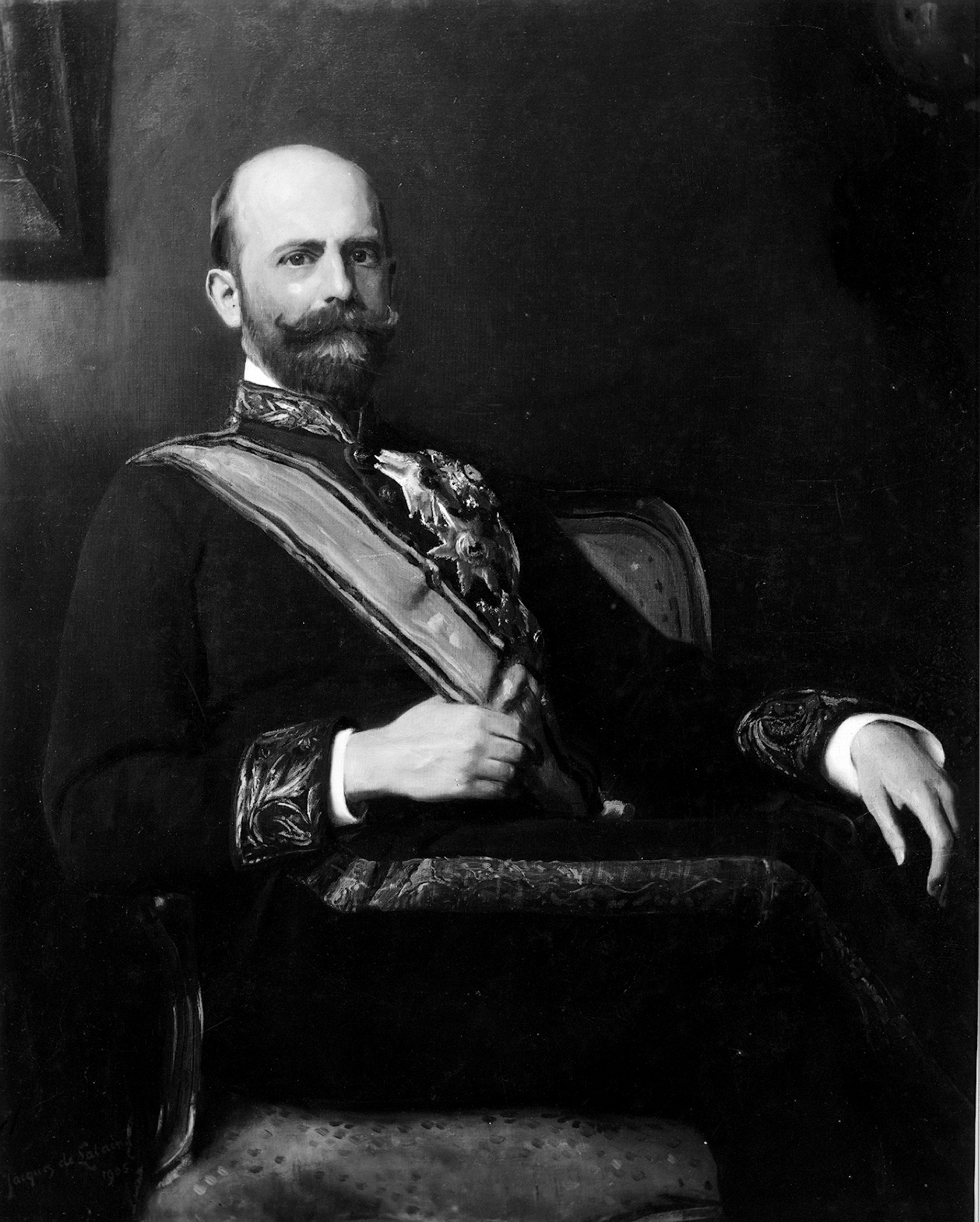
Portretul lui Henri de Mérode
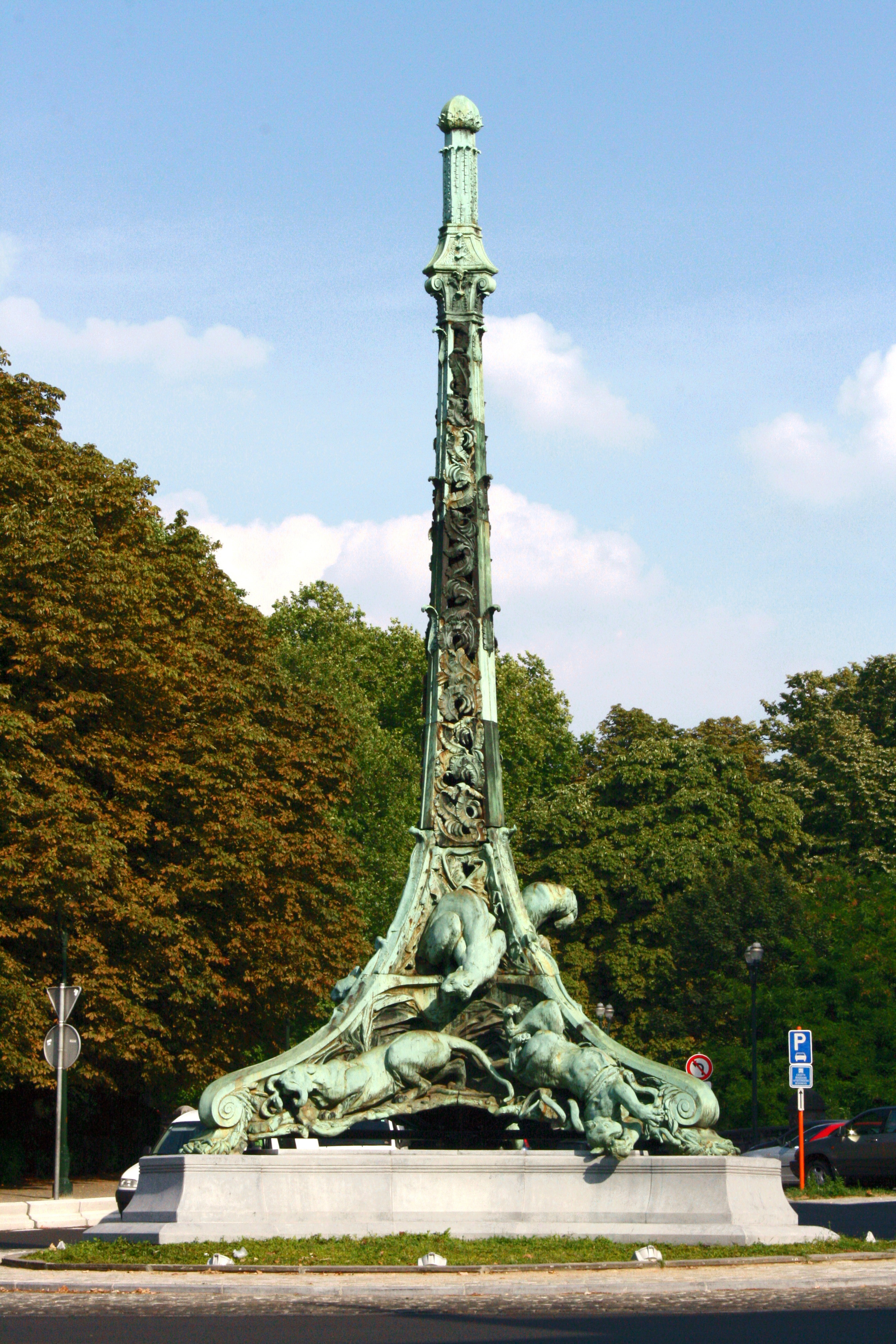
Mât d'éclairage
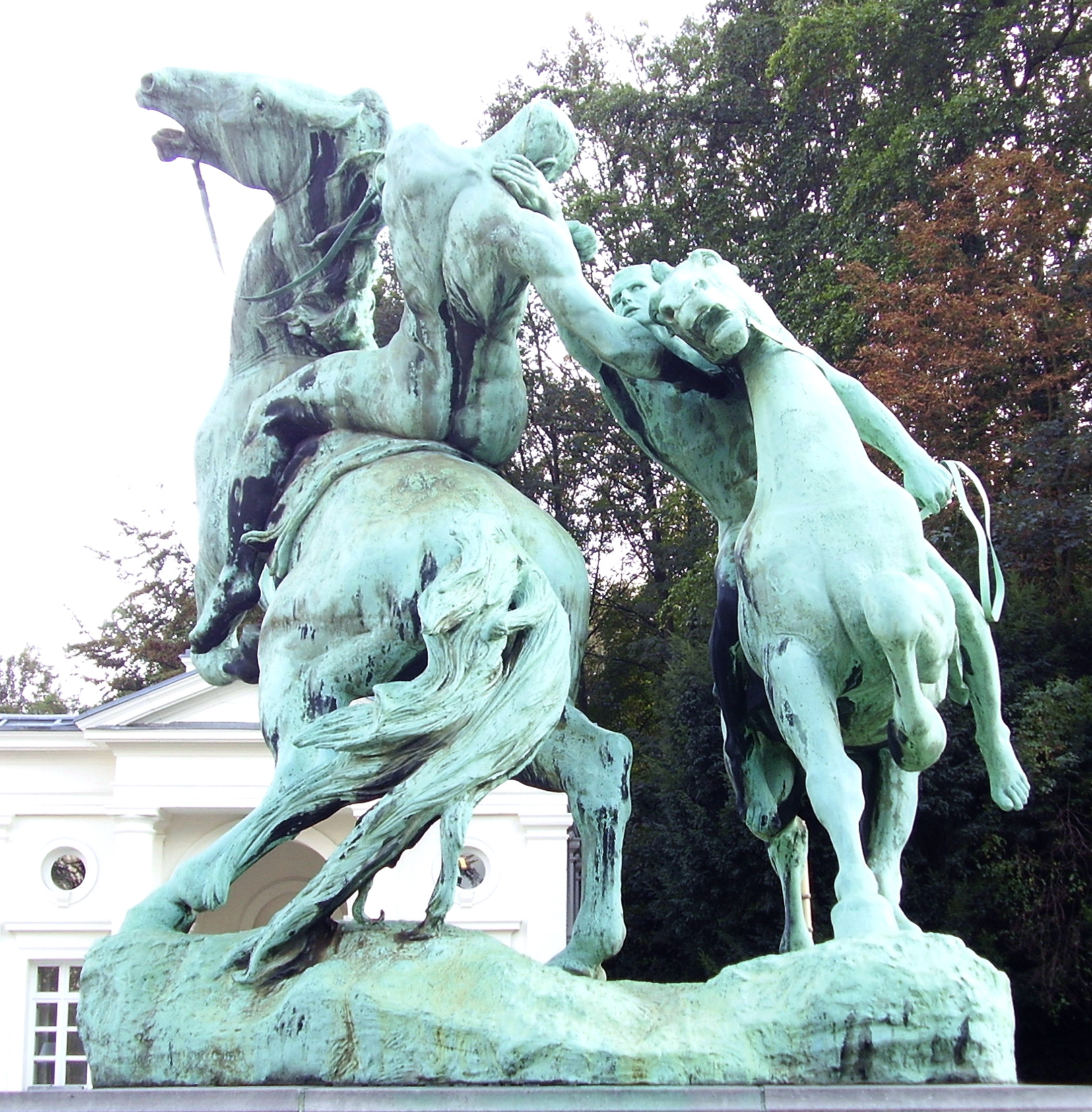
Luptă ecvestră
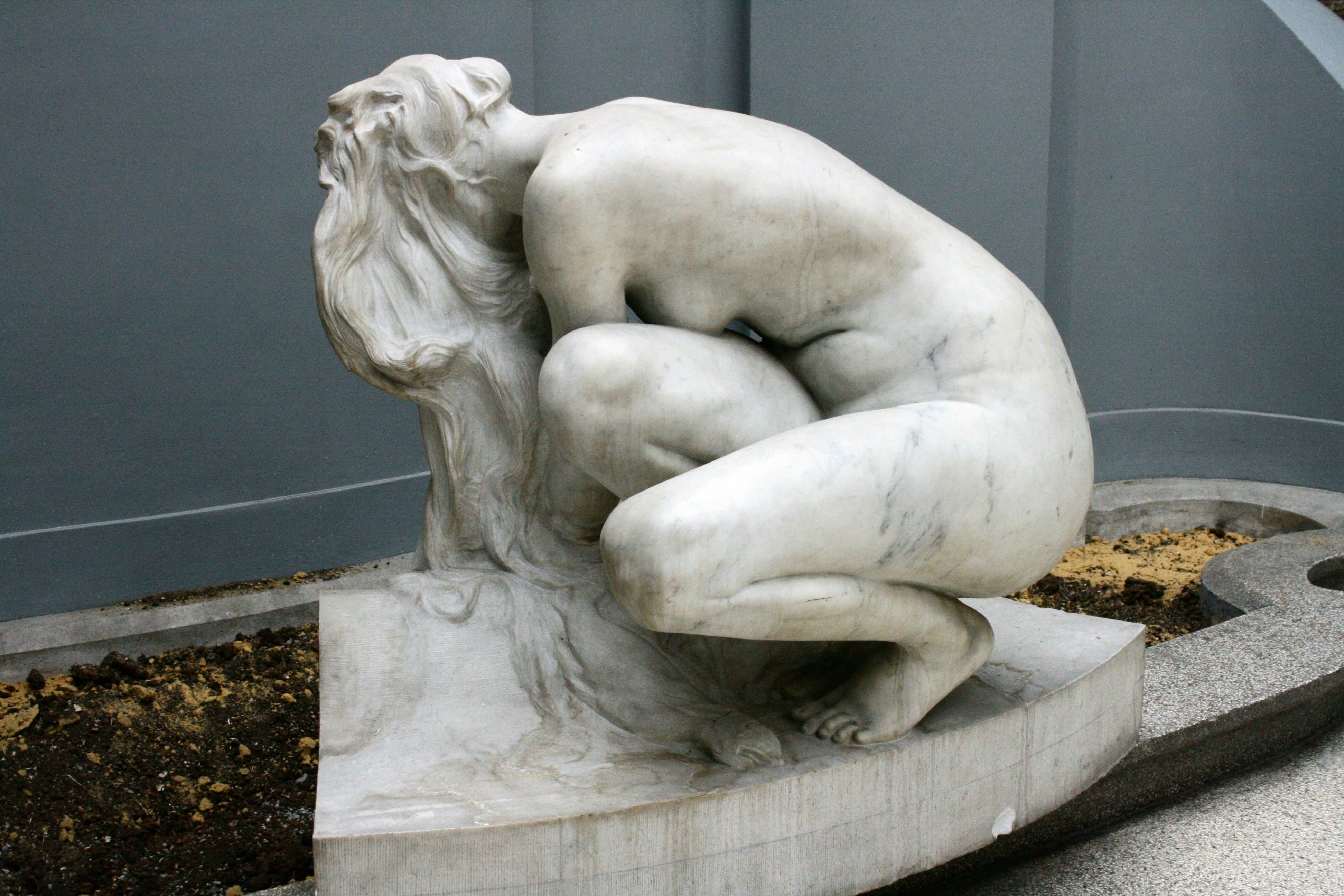
Femeie plângând
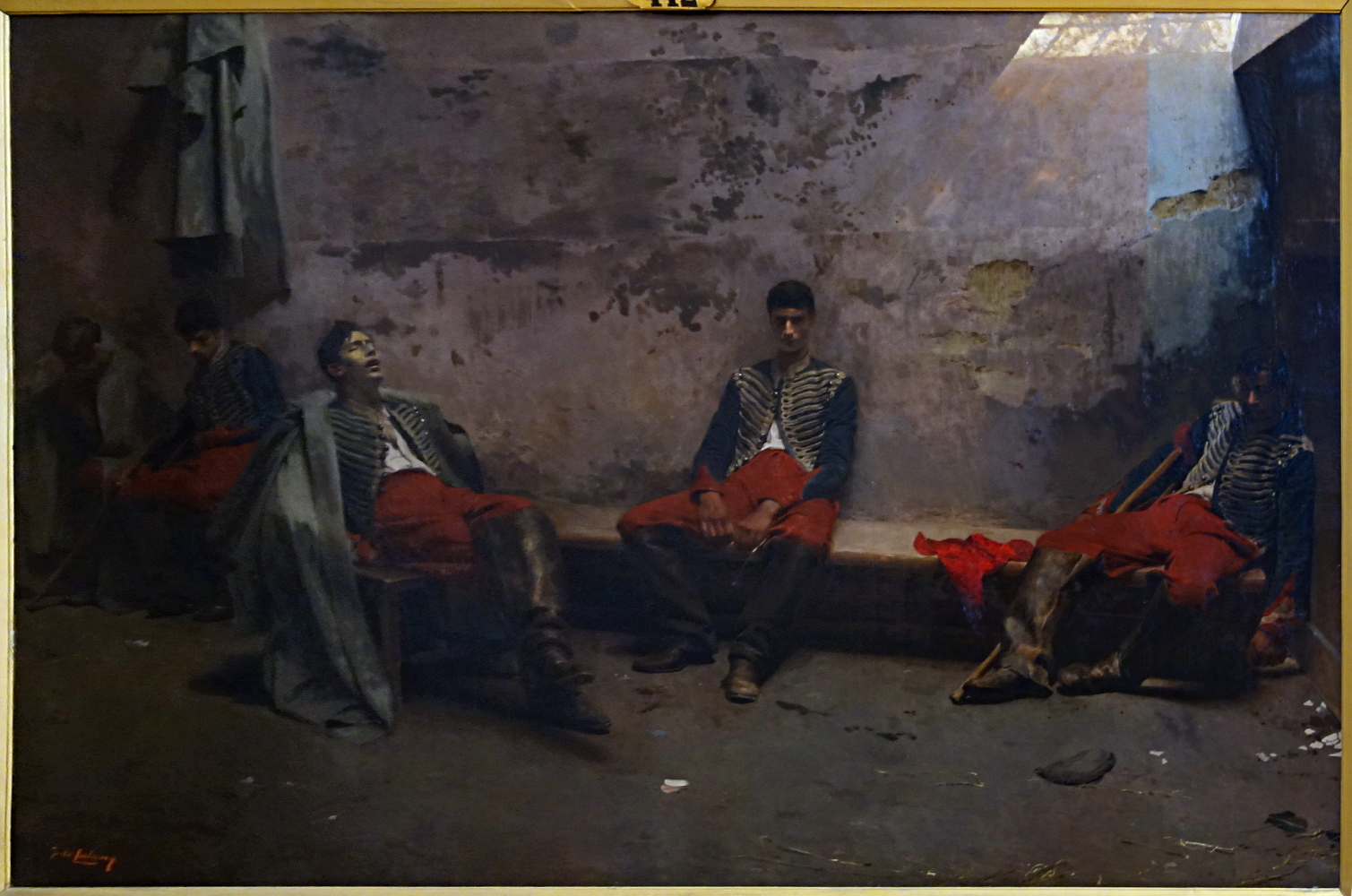
Prizonieri de război
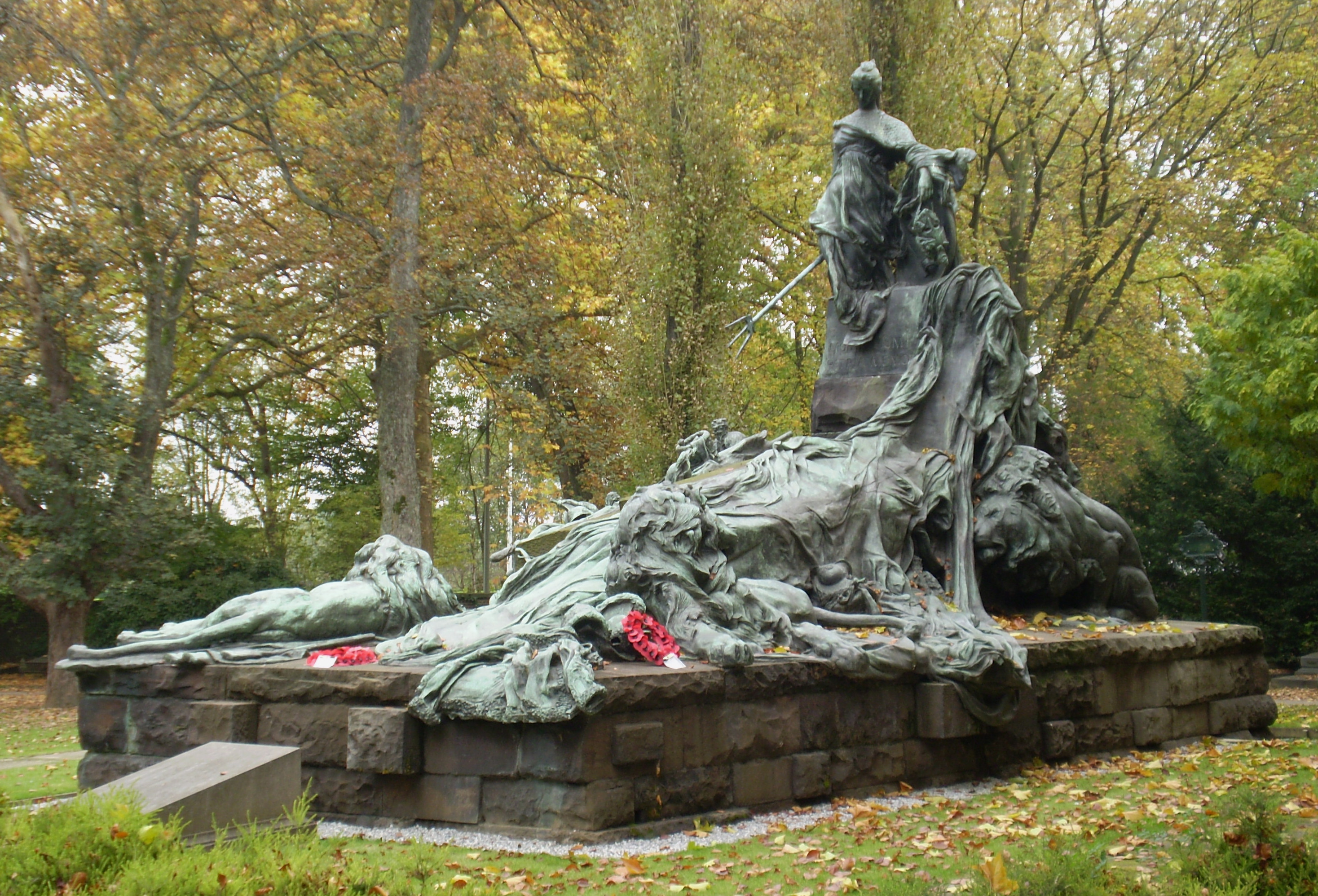
Memorialul ostașilor britanici căzuți la Waterloo Mémorial anglais de Waterloo

## Legături externe
Materiale media legate de Jacques de Lalaing (artist plastic) la Wikimedia Commons